# برنارد أشلي
برنارد أشلي (بالإنجليزية: Bernard Ashley)‏ هو كاتب للأطفال وكاتب بريطاني، ولد في 1935 في Woolwich ‏ في المملكة المتحدة.

## وصلات خارجية
- الموقع الرسمي
- برنارد أشلي على موقع IMDb (الإنجليزية)